# Эмини, Сефер
Сефер Эмини (макед. Сефер Емини; 15 июля 2000 года, Скопье) — северомакедонский футболист, полузащитник клуба «Сённерйюск».

## Карьера
Воспитанник клуба «Македония Гёрче Петров». В 2019 году дебютировал в его составе в северомакедонской Высшей лиге. Всего в чемпионатах страны полузащитник провел за команду 32 игр, в которых забил пять мячей. В октябре 2020 года Эмини переехал в Россию, где он подписал контракт с клубом ФНЛ «Акрон» (Тольятти) За новую команду хавбек впервые вышел на поле 7 ноября в матче против самарских «Крыльев Советов» (0:3).

## Сборная
Осенью 2020 года Сефер Эмини дебютировал за молодёжную сборную Северной Македонии.